# Ringemuth

Herb według Baltisches Wappenbuch

Herb według Szymańskiego

Ringemuth (Ringdemuth) – polski herb szlachecki z nobilitacji.

## Opis herbu
Opis zgodnie z klasycznymi regułami blazonowania:
W polu błękitnym pierścień złoty, w którym takaż gwiazda. Klejnot: na zawoju złoto-błękitnym dwa strusie pióra błękitne. Labry błękitne, podbite złotem.
Tak zrekonstruował herb Tadeusz Gajl w oparciu o Baltisches Wappenbuch. Natomiast Józef Szymański podaje inny wizerunek herbu - pierścień jest u niego z oczkiem, zaś czarna gwiazda znajduje się nad nim. W klejnocie widnieje paw naturalny z pierścieniem w dziobie.

## Najwcześniejsze wzmianki
Nadany Janowi Ringdemuthowi 25 listopada 1582.

## Herbowni
Jedna rodzina herbownych (herb własny):
Ringemuth (Ringdemuth).